# The Rounder Girls
The Rounder Girls waren ein im Jahr 1993 gegründetes österreichisches Soul/Jazz/Pop-Vokal-Trio, bestehend aus Christine „Tini“ Kainrath, Kim Cooper und Lynne Kieran († 2013). Nach dem plötzlichen Tod von Lynne Kieran im Jahr 2013 löste sich die Formation auf.
Den größten musikalischen Erfolg feierte die Gruppe als Österreichs Vertreter beim Eurovision Song Contest 2000 in Stockholm (Schweden). Mit dem Lied All to You schafften sie den Einzug ins Finale und erreichten dort den 14. Platz von 24 Plätzen.

## Bandgeschichte
Ihre Besetzung bestand zwei Jahrzehnte aus den Soul-, Blues- & Gospel-Sängerinnen Tini Kainrath aus Wien, Kim Cooper aus New York und der im Jahre 2013 verstorbenen Lynne Kieran aus London, die sowohl mit Klavierbegleitung als auch mit Band auftraten. Beim Eurovision Song Contest 2000 belegten sie mit dem Titel All to You für Österreich den 14. Platz. 2009 traten sie mit der Band Global Kryner, die Österreich beim Eurovision Song Contest 2005 vertreten hatte, auf.

## Diskografie
Alben
- 1996: The Rounder Girls Live
- 1999: Songs from the Film and Others
- 2002: Unwrapped Around Christmas
- 2005: Love the Skin You’re In
- 2009: Global Kryner versus The Rounder Girls
- 2010: Men
- 2012: Women
- 2012: Gospel Reflections

Singles
- 1998: Ain’t No Mountain High Enough
- 2000: All to You
- 2001: La dolce vita (Sweet Life)